# Lumbini
Lumbini (nom modern Rummindei) és un poble situat en el territori de Nepal, a la regió del Terai, a poca distància de la frontera amb l'Índia. És considerat com el lloc de naixença de Siddharta Gautama en l'Índia antiga; segons la tradició, la seva mare el va parir en el camí de Kapilavastu, la capital del clan familiar. El 1896, uns arqueòlegs, guiats per les anotacions de viatge del pelegrí xinès Faxian, van descobrir un gran pilar de pedra de 6 m d'alt erigit per Aixoka el 249 aC per a commemorar el naixement de Buda. El pilar té una inscripció que diu que l'emperador havia vingut en visita oficial el vintè any del seu regnat, i va eximir al poble del pagament d'impostos. No obstant això, no s'ha trobat en les proximitats cap rastre de Kapilavastu. Després de descobriments recents, sembla que la localització de Kapilavastu en la zona de Lumbini no és correcta, i se suggereix el lloc de Piprawa a Uttar Pradesh (Índia). El lloc es va classificar com Patrimoni de la Humanitat el 1997.